# Enōsis Pezoporikou Amol
L'Enōsis Pezoporikou Amol (in greco Ένωσις Πεζοπορικού Αμολ cioè Associazione Escursionistica Amol dove Amol è a sua volta acronimo di Αθλητικό Μουσικό Όμιλο Λάρνακος, cioè Società di musica e sporta di Larnaca), meglio noto come EPA Larnaca, era una società calcistica cipriota con sede nella città di Larnaca.

## Storia
Fondato nel 1930 dalla fusione di Pezoporikos e AMOL Larnaca, è stato uno dei fondatori della Federazione calcistica di Cipro. Qualche anno dopo il Pezoporikos fu rifondato.
L'EPA è stato uno dei club ciprioti più titolati, avendo conquistato tre campionati, cinque coppe nazionali e una supercoppa. Ha partecipato alla massima serie del campionato greco nella stagione 1970-1971, finendo ultimo e retrocedendo immediatamente.
Ha partecipato alle Coppe calcistiche europee in tre occasioni, andando sempre incontro ad un'estromissione immediata. Esordì nella Coppa dei Campioni 1970-1971 subendo un clamoroso 16-0 complessivo nel doppio confronto con i tedeschi occidentali del Borussia M'gladbach; due stagioni più tardi fu estromesso dalla Coppa UEFA 1972-1973 con un più onorevole 2-0 complessivo dai sovietici dell'Ararat; infine, nella Coppa UEFA 1987-1988 fu estromesso dai rumeni del Victoria Bucarest grazie ad un 4-0 complessivo; in sei incontri europei disputati non riuscì mai a segnare una rete.
È scomparso nel 1994 quando si è fuso nuovamente con il Pezoporikos dando vita all'AEK Larnaca.

## Strutture

### Stadio
Dalla fondazione al 1989 disputava le sue gare interne allo Stadio Vecchio GSZ. Dal 1989 ha giocato al Gymnastikos Syllogos Zīnōn meglio noto come Neo GSZ.

## Palmarès

### Competizioni nazionali
- Campionato cipriota: 3

1944-1945, 1945-1946, 1969-1970
- Coppa di Cipro: 5

1944-1945, 1945-1946, 1949-1950, 1952-1953, 1954-1955
- Supercoppa di Cipro: 1

1955

### Altri piazzamenti
- Campionato cipriota:

Secondo posto: 1938-1939, 1946-1947, 1949-1950, 1951-1952, 1971-1972
Terzo posto: 1939-1940, 1940-1941, 1957-1958, 1986-1987
- Coppa di Cipro:

Finalista: 1950-1951, 1967-1968, 1984-1985
Semifinalista: 1935-1936, 1940-1941, 1946-1947, 1971-1972, 1977-1978, 1991-1992
- Supercoppa di Cipro:

Finalista: 1953

## Statistiche e record

### Partecipazione ai campionati
| Livello | Categoria     | Partecipazioni | Debutto   | Ultima stagione | Totale |
| ------- | ------------- | -------------- | --------- | --------------- | ------ |
| 1º      | A' Katīgoria  | 51             | 1934-1935 | 1993-1994       | 52     |
| 1º      | Alpha Ethniki | 1              | 1970-1971 | 1970-1971       | 52     |
| 2º      | B' Katīgoria  | 1              | 1989-1990 | 1989-1990       | 1      |